# Kumma

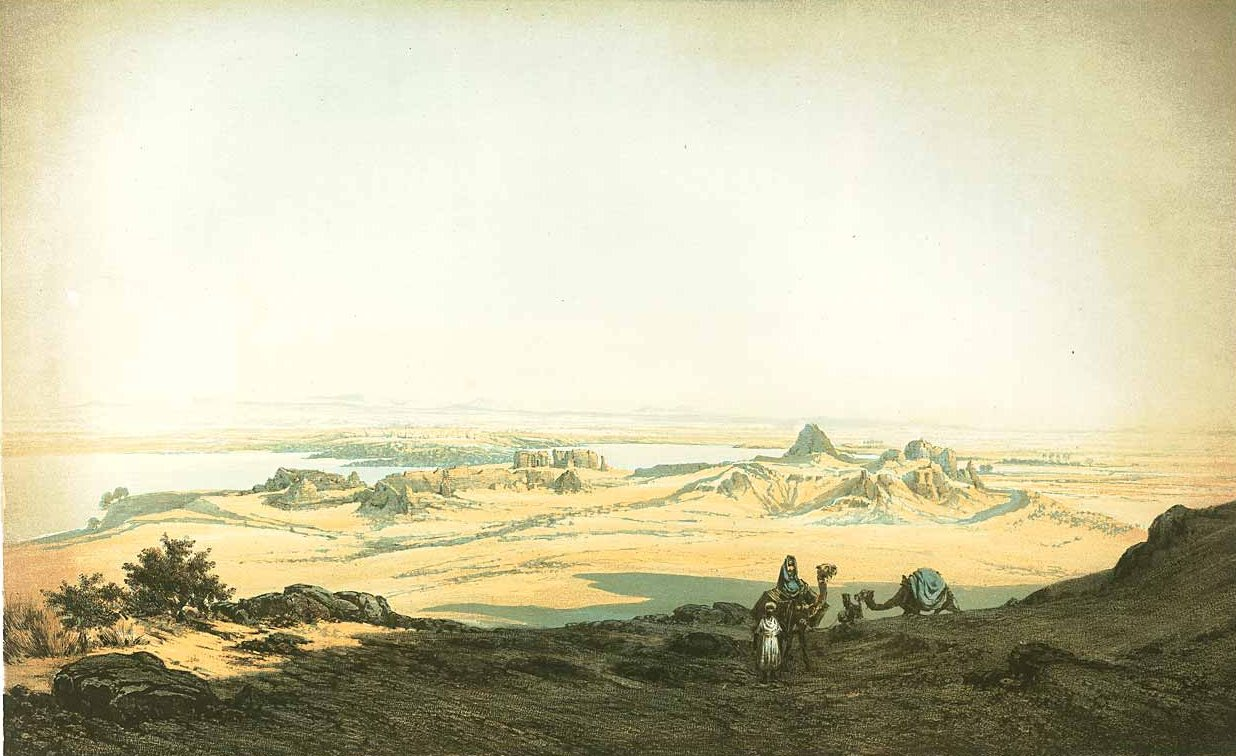
Les fortaleses de Semna i Kumma vistes des de l'oest (Lepsius)

Kumma fou una fortalesa egípcia a Núbia, construïda vers 1850 aC i evacuada després del 1700 aC. Situada enfront de Semna, a la cascada de Semna, és l'única de totes les fortaleses entre Buhen i Semna que està situada a la riba est del riu Nil. Al costat de la fortalesa de Semna del sud, protegia militarment la frontera egípcia amb el Regne nubià de Kerma i amb el desert a cada banda, mentre Semna era més centre comercial i administratiu.
Va quedar inundada pel llac Nasser el 1964, però prèviament el temple de Khnum va ser desmuntat i reconstruït al Museu Nacional del Sudan.